# Micrurus mosquitensis
Micrurus mosquitensis (москітський кораловий аспід) — вид отруйних змій родини аспідових (Elapidae). Мешкає в Центральній Америці.

## Поширення і екологія
Москіткські коралові аспіди мешкають на карибському узбережжі Нікарагуа, Коста-Рики і Панами. Вони живуть у вологих тропічних лісах, на висоті до 900 м над рівнем моря.